# Maria de Courtenay
Maria de Courtenay (1204 – setembre 1228) va ser una noble romana d'Orient, emperadriu consort de Nicea entre 1219 i 1222. Filla de Pere II de Courtenay i de Violant de Flandes, governants de l'Epir.
La seva mare va ser la governant de iure de l'imperi quan el seu pare va ser fet captiu per Teodor I, el governant de l'Epir. Violant va negociar una treva amb Teodor I Làscaris, emperador de Nicea, que es va incloïa el matrimoni amb la seva filla, que seria emperadriu consort fins a la mort del seu marit el 1221. No va tenir descendència.